# History (revista)
History es una revista científica arbitrada, publicada cada trimestre por Wiley-Blackwell en nombre de la Historical Association del Reino Unido. Fue fundada en 1916 y publica artículos originales, reseñas de libros y piezas de archivo en todas las áreas de la historia.
La revista presenta una amplia cobertura cronológica, así como geográfica con contribuciones en historia social política cultural, económica y eclesiástica.